# Kabyés
Pour les articles homonymes, voir Kabiyé.
Les Kabyés ou Kabyès sont un peuple d'Afrique de l'Ouest établi au nord du Togo, au Bénin et au Ghana.
Les Kabyè sont principalement connus pour leur agriculture en terrasses dans les monts Kabyés (chaîne de l'Atacora). Kabyè veut dire « paysan de la pierre » en allusion au terrain qu'ils cultivent d'où les paysans extraient de nombreuses pierres servant à confectionner les murets des terrasses.  
La culture kabyè est très riche et très prégnante encore actuellement à travers son habitat traditionnel, ses rites de passage des différentes classes d'âge (luttes, fête de Chicote, Waa, danse des vierges, etc). 
Gnassingbé Eyadema, ancien président de la République du Togo, est issu de cette ethnie.

## Ethnonymie
Selon les sources, on observe de multiples variantes : Bekaburum, Cabrai, Cabrais, Kabiemba, Kabiyè, Kabiyès, Kabrais, Kabrema, Kabremba, Kabrès, Kaburè, Kabyemba, Kabyè, Katiba, Kaure, Koboré.

## Langue
Leur langue est le kabiyé, une langue grusi dont le nombre total de locuteurs était estimé à plus de 730 000 dans les années 1990. 700 000 étaient dénombrés au Togo en 1998.

## Culture
La culture et la tradition chez les Kabyè initient surtout la jeunesse car ils sont la relève de leur histoire. Pendant les vacances comme chez les Ewe et les Gen les Kabyé dans la danse Kamou célèbrent leur fête Traditionnelle nommée Evala. Contrairement aux jeunes hommes qui utilisent près de huit ans pour être initiés les jeunes filles sont initiées que dans une seule année pendant la cérémonie d'Akpema réservée uniquement aux filles vierges. 
Chez les kabyè le terme générique qui désigne le plus couramment des divinités territoriales est « égolmyè ». Son étymologie est incertaine. Mais dans la partie Nord du pays kabyè, elles sont nommées "arbre"(tew), comme si ce végétal était un aspect privilégié par ces divinités pour ce manifester. Chacune de ces puissances est compétente en un ou plusieurs domaines: La pluie, les récoltes, le vent, la chasse et la guerre, le contre des insectes ravageurs, la fécondité humaine, les maladies, etc. 

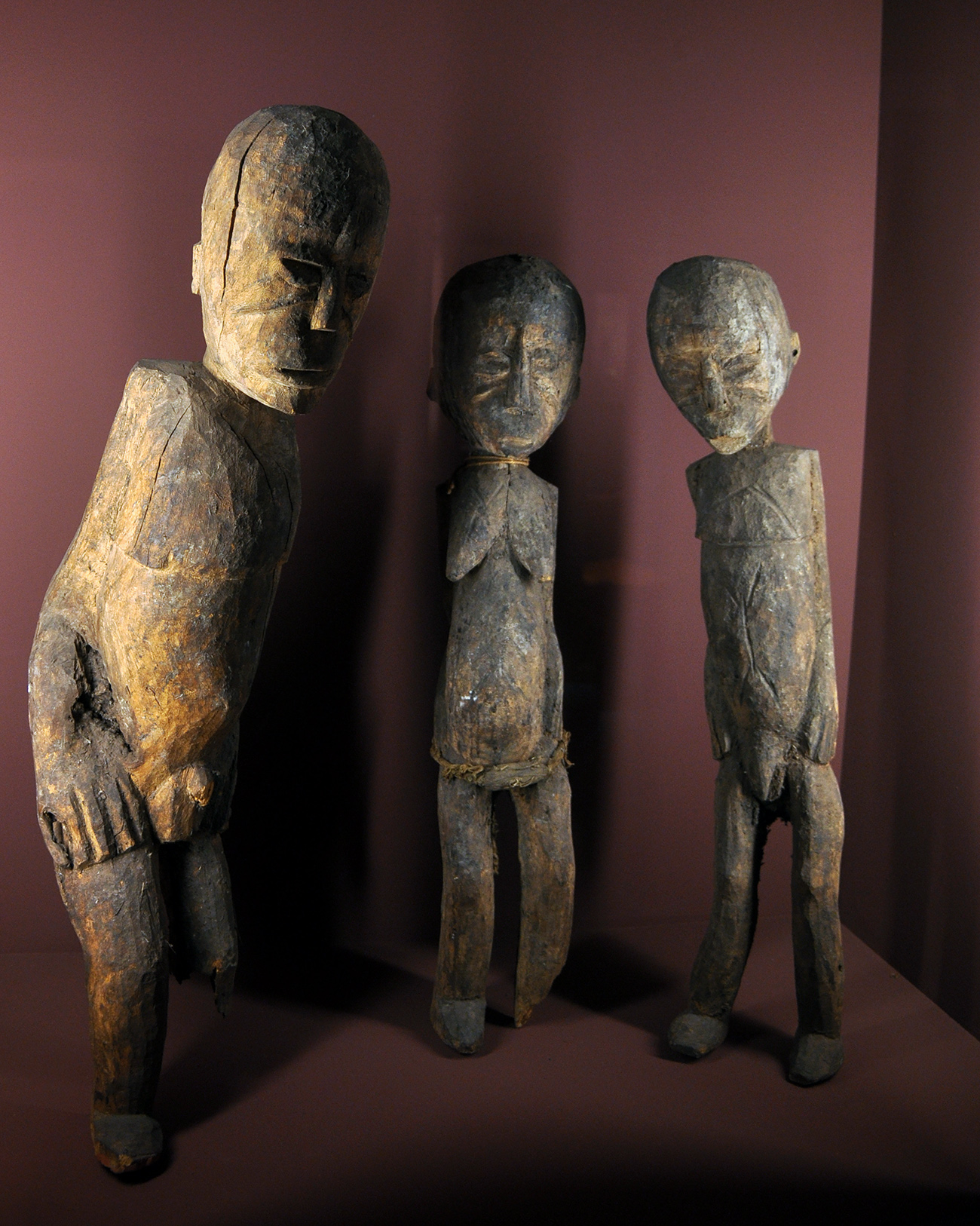
Statuettes kabyé du Togo
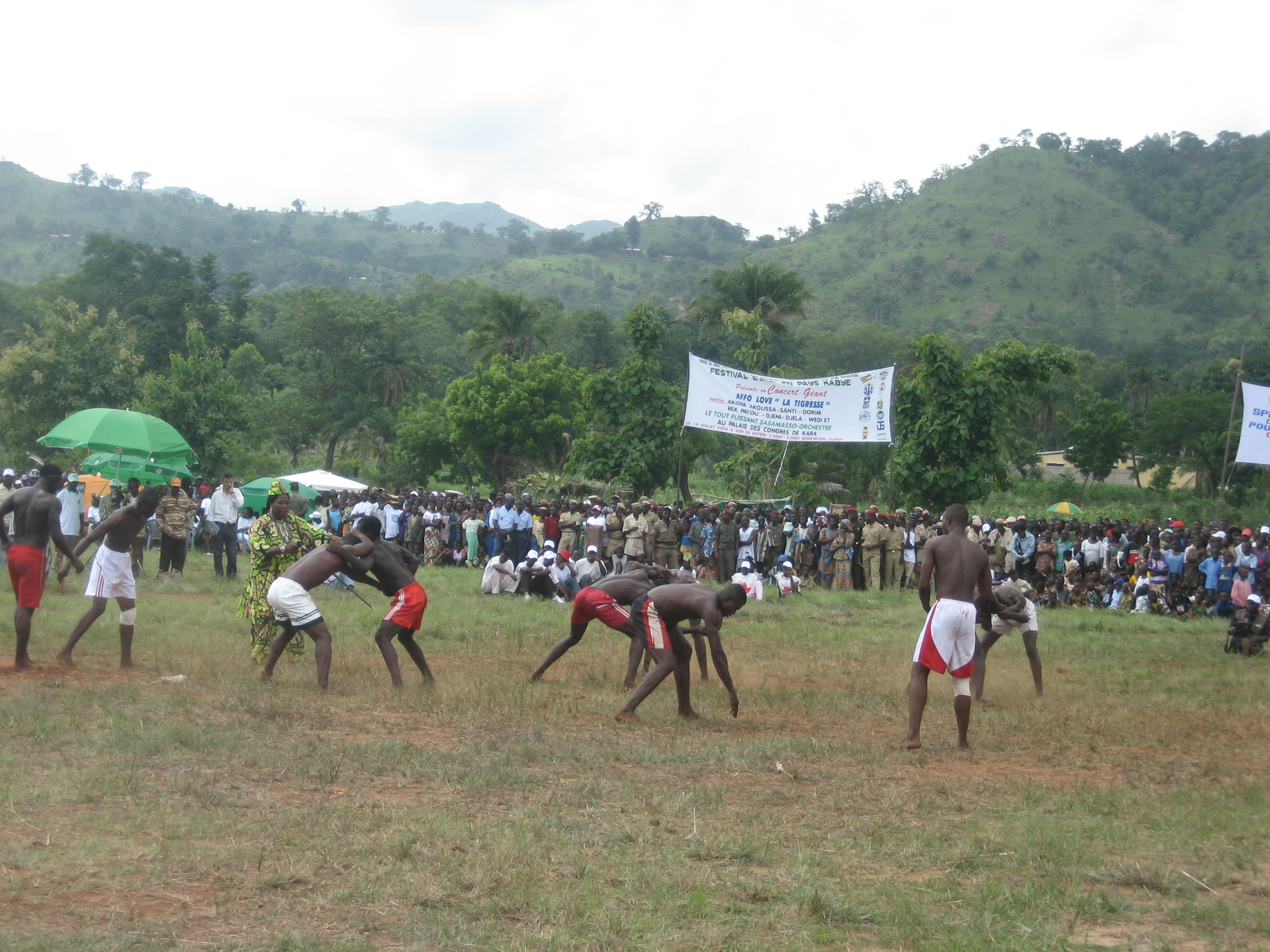
Festival Evala en pays kabyé

## Musique

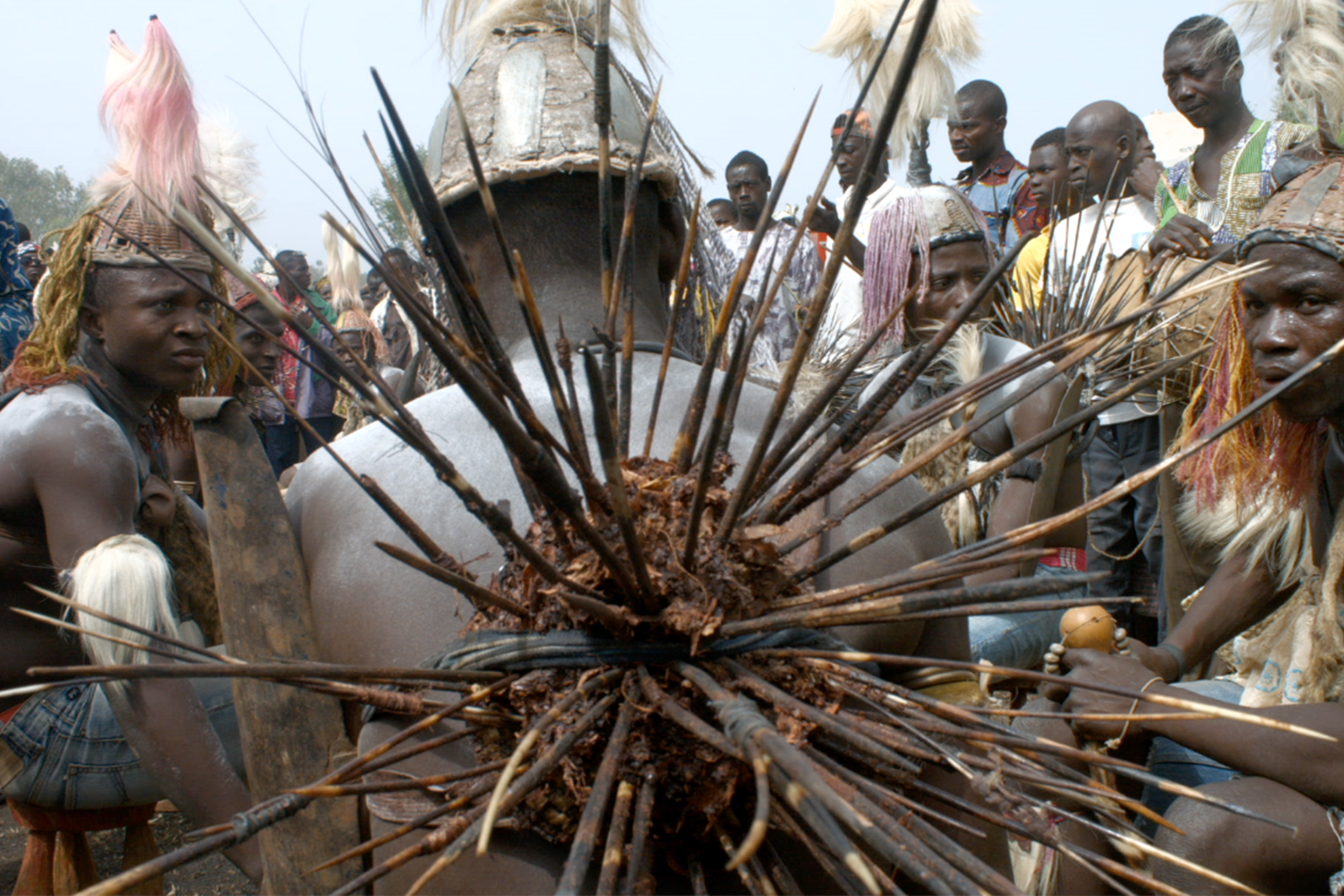
La tradition dans la danse chez les Kabyés.

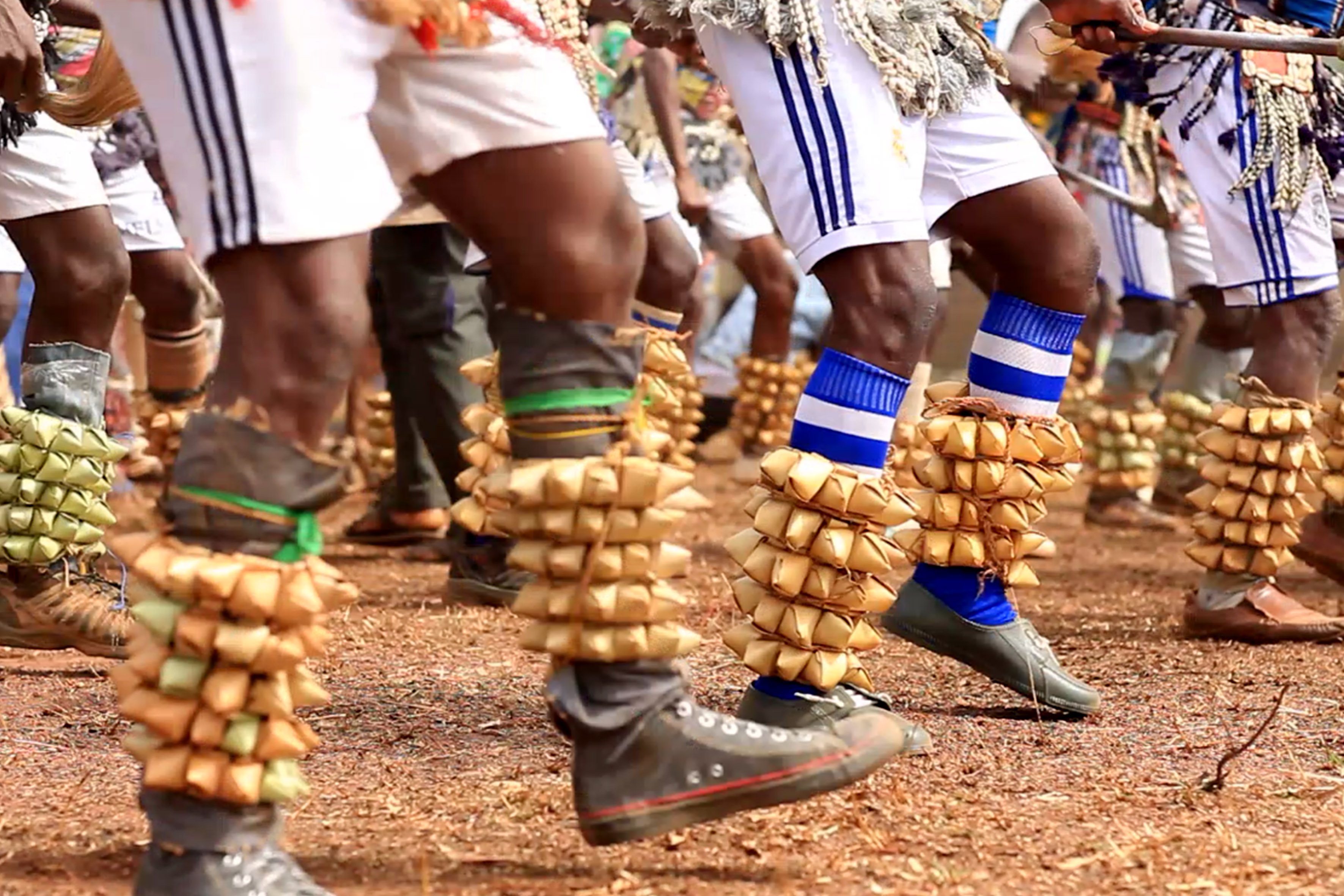
la dense
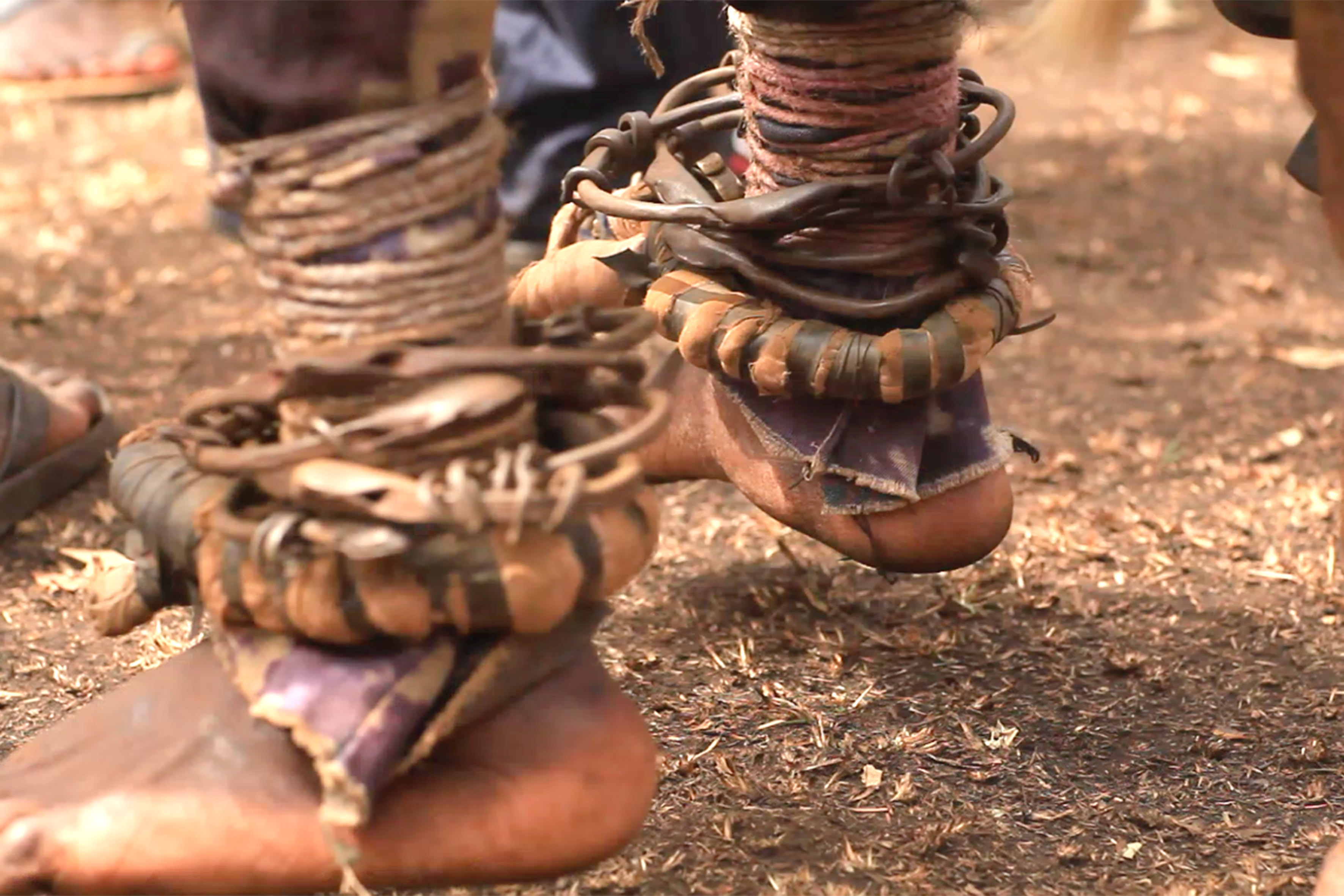
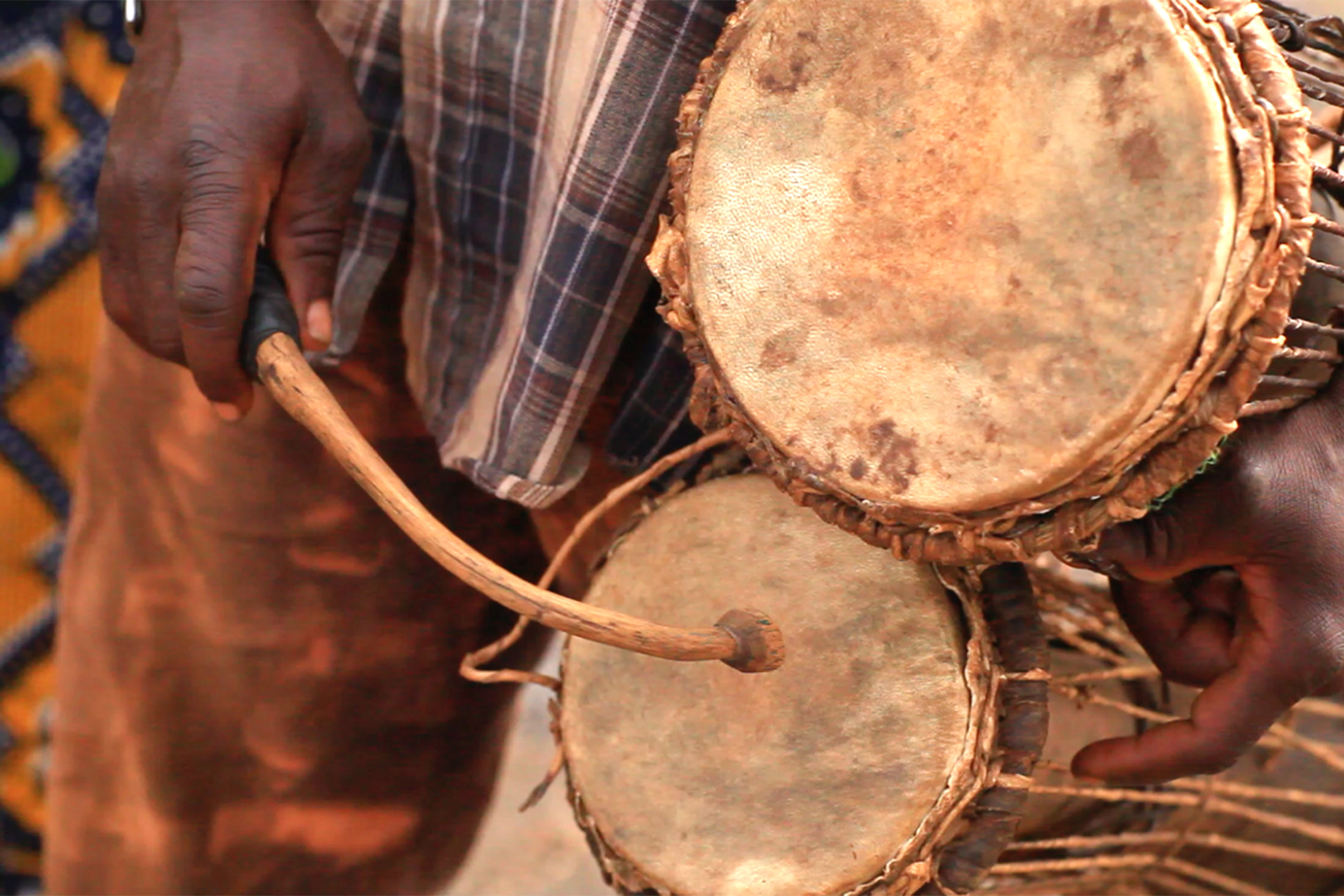
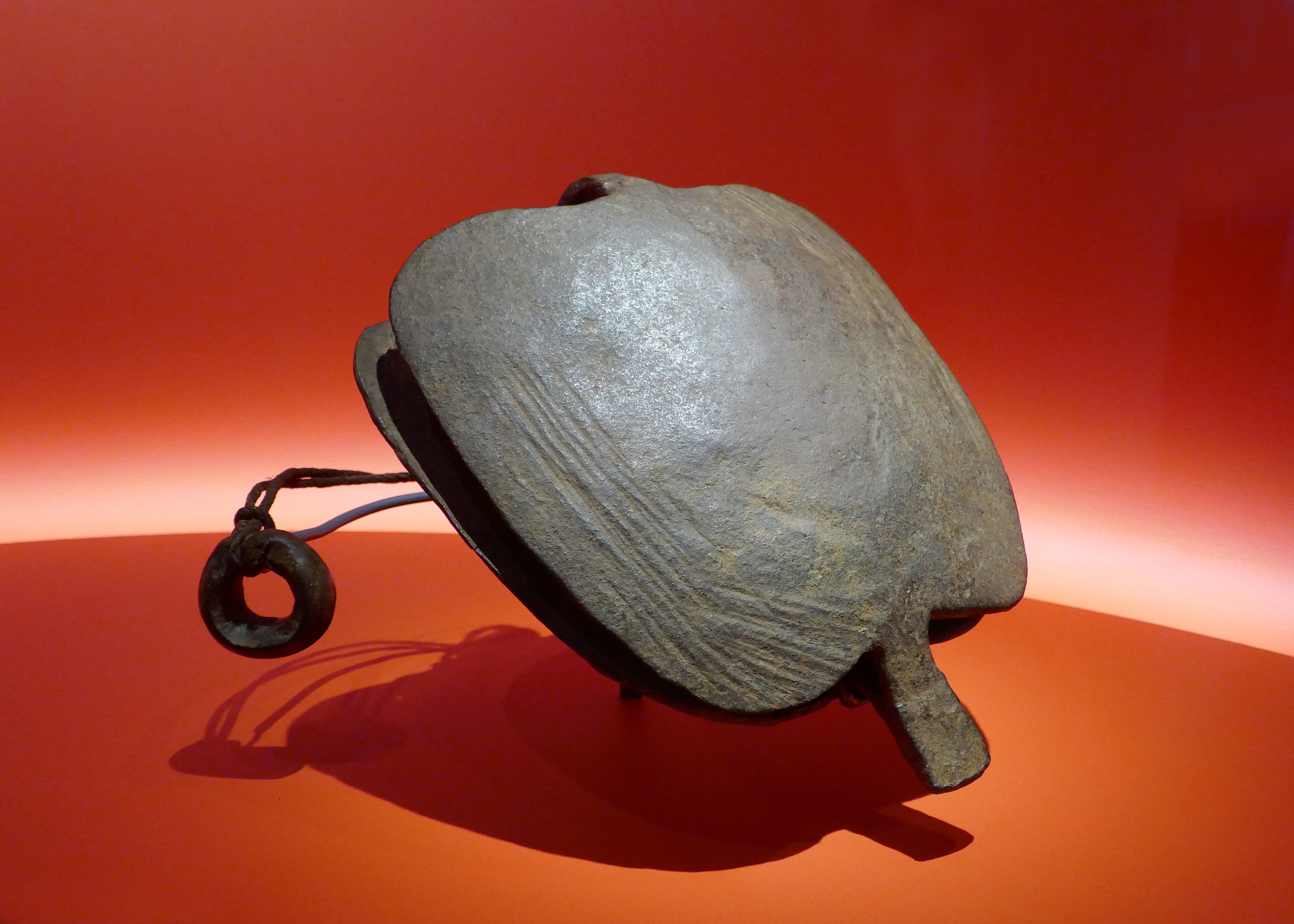
Ekpande.

### Discographie
- Togo : orchestres et lithophones kabiyé, Radio-France, Harmonia Mundi, Paris, 2005

### Filmographie
- Rites initiatiques et danses chez les Kabyè, film documentaire de Edem Prudencio ETSE, Aprésent 2016, 13 min (Youtube)
- Rythmes et fastes sacrés de la vie chez les Kabré du Nord Togo, film documentaire de Raymond Verdier, CNRS Images, Meudon, 2006 (cop. 1964), 25 min (DVD)
- La Justice divine chez les Kabyè du Togo, film documentaire de Raymond Verdier et Banimeleleng Nabede, CNRS Images, Meudon, 2006 (cop. 1998), 51 min (DVD)